# Роберт Болдер
Роберт Болдер (англ. Robert Bolder; 20 липня 1859 — 10 грудня 1937) — англійський актор німого кіно. За період своєї кінокар'єри, яка тривала з 1912 по 1936 рік, знявся в 99 фільмах, в тому числі в декількох фільмах Чарлі Чапліна.
Народився в Лондоні, переїхав до Каліфорнії, де працював на студії «Essanay Studios».
Помер в Лос-Анджелесі, штат Каліфорнія.

## Вибрана фільмографія
- 1913 — Його спортивна дружина / His Athletic Wife — поліцейський
- 1913 — Звичайний спосіб / The Usual Way — людина з зубною біллю
- 1914 — Мадам Дубль Ікс / Madame Double X — містер фон Крукс старший
- 1915 — Його нова робота / His New Job — президент студії
- 1915 — Два серця, які б'ють як десять / Two Hearts That Beat as Ten — Арчі
- 1915 — Хіба це не правда / Ain't It the Truth
- 1918 — Аризона / Arizona — лікар
- 1922 — За скелями / Beyond the Rocks — Джош Браун
- 1927 — Тарзан і золотий лев / Tarzan and the Golden Lion — Джон Піблз
- 1929 — Самотній чоловік / A Single Man
- 1931 — Іст Лінн / East Lynne
- 1933 — Гіркий чай генерала Йєна / The Bitter Tea of General Yen
- 1935 — Шлюбна ніч / The Wedding Night